# 大衆社会党
大衆社会党（たいしゅうしゃかいとう、ヒンディー語: बहुजन समाज पार्टी、英: Bahujan Samaj Party, BSP）は、インドの国政政党。党のシンボルマークは「左向きの象」。

## 概要
カースト制度の下で厳しく差別されてきたダリット（元不可触民。現在のインドでは指定カーストと呼称される）の解放運動、直接には1978年にカーンシー・ラームらによって創設された全インド後進少数コミュニティ被雇用者連盟（BAMCEF）および1982年に創設された被抑圧者社会闘争委員会（DS-4）の運動を踏まえて1984年に結党。またダリット解放の父とされるインド憲法の起草者、アンベードカル・インド初代法務大臣と、彼を創始とするインド新仏教運動の影響も強い。現在の党首はウッタル・プラデーシュ州（以後UP州）首相を計4期務めたマヤワティ・ナイナ・クマリ、主な地盤はUP州だが、他州にも勢力を広げつつあり、選挙委員会には「全国政党」として登録されている。
政策は「大衆」の福祉や生活向上に力点を置いており中道左派の傾向が強いとみられるが、過去には上層カーストを基盤とするヒンドゥー右派のインド人民党（BJP）と度々、UP州レベルで連立政権を形成するいっぽう、政策が似る中道左派のサマジワディ党（社会党）とは宿敵というべき関係にある。
2004年連邦下院選挙ではUP州の80議席のうち19議席を獲得し躍進。2007年のUP州議会議員選挙では事前の予想を覆して過半数の州議席を獲得し、初めて単独州政権を樹立した。この勝因としては旧来のカーストの枠を超えて上層カーストを積極的に立候補させ、超カースト性をアピールしたことで有権者に安心感を与えたことがあげられる。しかし続く2009年連邦下院選挙では躍進の予想があったものの、微増の21議席にとどまった。そして2014年連邦下院選挙ではBJPの躍進を前にして苦戦、現有議席を全て喪失する惨敗を喫した。しかし、2019年連邦下院選挙では、10議席獲得した。